# Pullen Island (ö i Kanada, Northwest Territories)
Pullen Island är en ö i Kanada.   Den ligger i territoriet Northwest Territories, i den nordvästra delen av landet, 4 200 km nordväst om huvudstaden Ottawa. Arean är 2,6 kvadratkilometer.
Terrängen på Pullen Island är mycket platt. Öns högsta punkt är 30 meter över havet. Den sträcker sig 2,3 kilometer i nord-sydlig riktning, och 1,8 kilometer i öst-västlig riktning.